# ذمران (إب)
ذمران هي إحدى قرى الجمهورية اليمنية. تتبع جغرافيا لمحافظة إب وإداريًا لمديرية يريم. يبلغ تعداد سكانها 4468 نسمة حسب الإحصاء الذي أجري عام 2004. كما يبلغ عدد سكانها تقديريا إلى الان 15000 نسمة كنسبة متوسطة لعدد المنازل والمواليد من آخر احصاء.